# 甘肃贡院
甘肃贡院俗称甘肃举院，位于中国甘肃省兰州市城关区兰州大学第二医院内，是清末新建的甘肃乡试考场。原甘肃与陕西会同乡试，称为陕甘乡试。同治年间（1862年～1874年），陕甘总督左宗棠上书清廷，请求陕甘分闱获准。光绪元年（1875年）贡院落成。当时地盘纵140丈，横90丈，号称可容纳考生4000名，左宗棠题写匾额“至公堂”。
现主体建筑至公堂和观成堂2座大殿基本保存完好，明远楼于1919年被“今兰州五泉山人”刘尔炘（xin）搬至五泉山，更名为万渊阁，保存至今。另有回廊、厢房等。现占地4700平方米，建筑面积3000平方米。